# Phrictia
Phrictia là một chi bướm đêm thuộc họ Erebidae.